# Shimun XV Mikhail Mukhtas
Shimun XV Mikhail Mukhtas (Qodchanis, ... – Qodchanis, 1780) è stato un vescovo cristiano orientale siro, patriarca della Chiesa d'Oriente della linea di Shimun dal 1740 al 1780.

## Biografia
Poche sono le informazioni su questo patriarca orientale. Secondo le tradizionali cronotassi dei patriarchi della Chiesa d'Oriente, succedette nel 1740 a Shimun XIV Shlemon e morì nel 1780 nella residenza patriarcale di Qodchanis.
È storicamente documentato in alcuni colophon datati dal 1743 al 1761. Inoltre, nel 1770 o 1771, inviò a papa Clemente XIV una professione di fede cattolica, nel tentativo di arrivare ad una unione fra le due Chiese. Da Roma arrivò una risposta incoraggiante; ma non risulta che la cosa abbia avuto un seguito e non ci furono altri tentativi di unione.
Di Shimun XV resta anche una lettera che nel 1769 o nel 1770 scrisse al re georgiano Eraclio II, per convincerlo ad invadere il Kurdistan per liberare i cristiani nestoriani di questa regione. Il patriarca promise al re anche l'invio di un contingente di 20.000 soldati del suo popolo.
Alla sua morte, la Chiesa d'Oriente fu affidata a Shimun XVI Yohannan, parente del patriarca defunto. Infatti, secondo il principio dell'ereditarietà, la sede patriarcale era affidata al Natar kursya, successore designato del patriarca regnante, che era sempre un suo parente prossimo.